# Sebastianskapelle (Andelsbuch-Buchen)

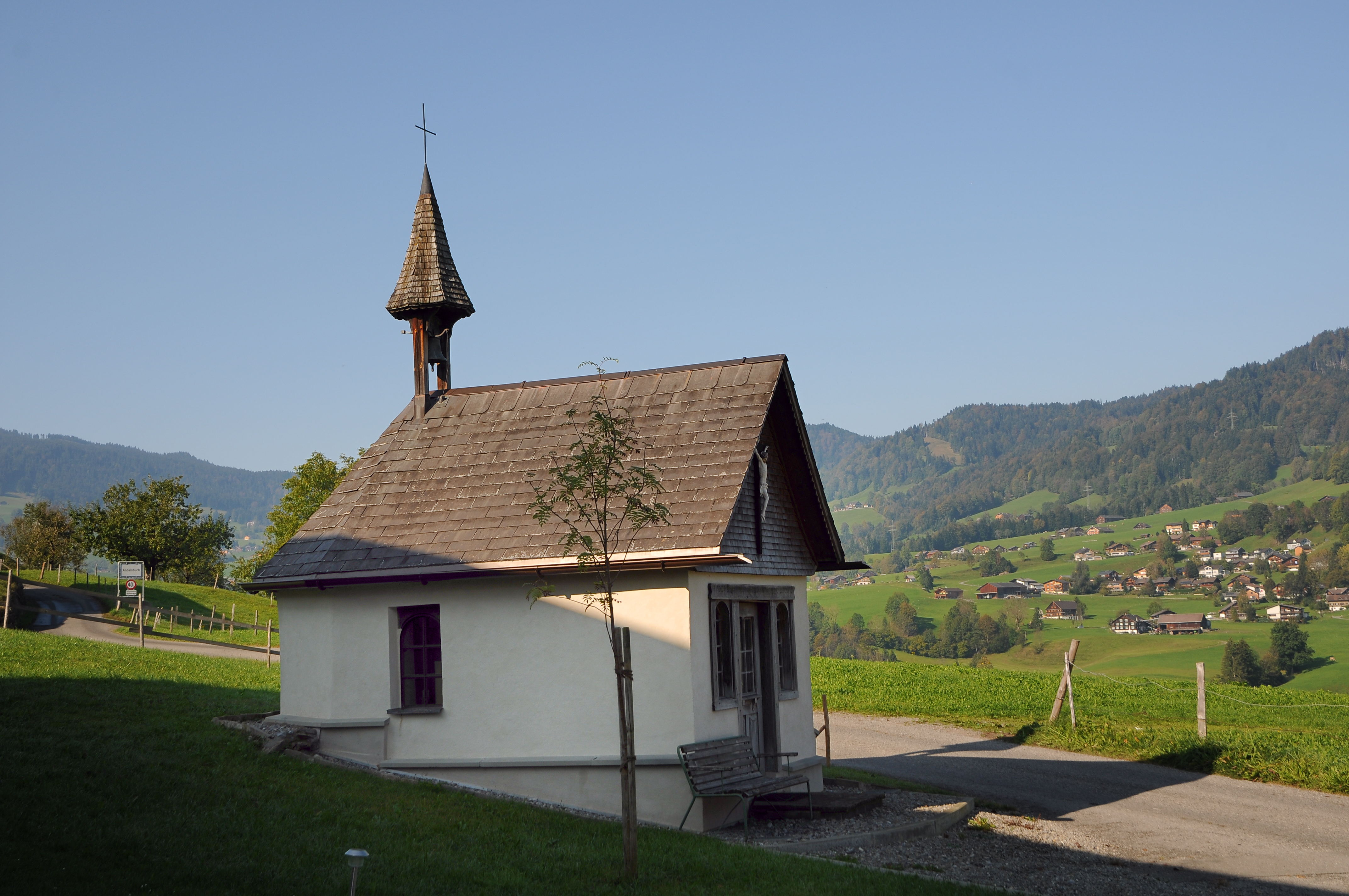
Sebastianskapelle in Buchen

Die Sebastianskapelle ist eine kleine Kapelle im Ortsteil Buchen der Bregenzerwälder Gemeinde Andelsbuch im Vorarlberger Bezirk Bregenz. Die 1638 errichtete Kapelle steht unter Denkmalschutz (Listeneintrag).
Die Kapelle ist ein schlichter Rechteckbau mit Satteldach, das eternitgedeckt ist. Darüber ist ein Glockentürmchen. Seitlich des Rechteckportals sind zwei Fenster. Im Giebel ist ein Kruzifix aus dem 18. Jahrhundert. Die Fassade wurde 1980 erneuert. Im Inneren befindet sich ein kleiner barocker Altar: Das Altarbild zeigt die „Unbefleckte Empfängnis“ mit den Heiligen Sebastian, Martin links, und dem heiligen Wendelin und dem heiligen Rochus auf der rechten Seite. Das Bild wurde 1638 von Leonhard Werder gemalt. Darüber befindet sich eine Herz-Jesu-Darstellung aus dem 19. Jahrhundert. In der Kapelle befindet sich außerdem eine Betbank mit Maßwerk aus der Mitte des 19. Jahrhunderts, ein „Immaculata“-Bild mit geschwungenem Rahmen von 1770, das ursprünglich in der Pfarrkirche Andelsbuch hing; ein Bild des heiligen Antonius aus dem 18. Jahrhundert, ein „Veronikatuch“ aus dem 18. Jahrhundert sowie Hinterglasbilder aus dem 19. Jahrhundert.